# Хахалов, Александр Уладаевич
Александр Уладаевич Хахалов (27 мая 1909 года, улус Хандала, Забайкальская область, Российская империя — 2 мая 1970 года, Москва, РСФСР, СССР) — советский государственный и политический деятель, 1-й секретарь Бурят-Монгольского областного комитета ВКП(б)/КПСС (1951—60 гг.), Председатель Президиума Верховного Совета Бурятской АССР (1960—70 гг.).

## Биография
С мая 1928 года по октябрь 1930 г. — заместитель председателя сельскохозяйственной коммуны.
В ВКП(б) вступил в 1929 году.
Работает начальником агитационно-пропагандистского отдела Кабанского комитета ВКП(б), после этого — заместителем председателя сельскохозяйственной коммуны, руководи читальным залом в деревне Творогово в Бурят-Монгольской АССР.
С октября 1930 по май 1932 года — начальник агитмассового отдела районного комитета ВКП(б).
С мая до октября 1932 инструктор организационного отдела Бурят-Монгольского областного комитета ВКП(б)
С октября 1932 до января 1938 — заведующий аграрным отделом и заместитель главного редактора газеты «Бурят-Монгольская правда».
С января по август 1938 г. — директор МТС, с августа по ноябрь 1938 года — 2-й секретарь, а с октября 1938 по март 1940 гг. — 1-й секретарь районного комитета ВКП(б).
С 15 марта 1940 по 26 февраля 1945 гг. — 2-й секретарь Бурят-Монгольского областного комитета ВКП(б).
В 1945—1947 годах учился в Высшей партийной школе при ЦК ВКП(б).
С 1947 по июль 1948 года работает инспектором Управления кадров ЦК ВКП(б).
С июля 1948 по март 1951 гг. — инструктор отдела партийных, профсоюзных и комсомольских органов ЦК ВКП(б).
С 16 марта 1951 по 24 ноября 1960 гг. — 1-й секретарь Бурят-Монгольского областного комитета ВКП(б)/КПСС, с 14 октября 1952 по 17 октября 1961 гг. — заместитель члена ЦК КПСС.
С 1960 по 1970 год избирается председателем Президиума Верховного Совета Бурятской АССР.
Депутат Верховного Совета СССР 4 и 5 созывов.
Скоропостижно скончался 2 мая 1970 года в Москве. Похоронен в Улан-Удэ.

## Семья
С 1934 года был женат на Тамаре Николаевне, урожденной Воюцкой. Его приемным сыном был генерал Вадим Хахалов.

## Награды
- орден Ленина (13.06.1959)
- 3 ордена Трудового Красного Знамени (29.02.1940, «за выдающиеся успехи в сельском хозяйстве, в особенности за перевыполнение планов по животноводству»; …; …)
- орден «Знак Почёта» (27.05.1969)
- медаль «За трудовую доблесть» (25.12.1959)
- другие медали